# ركض المسافات المتوسطة

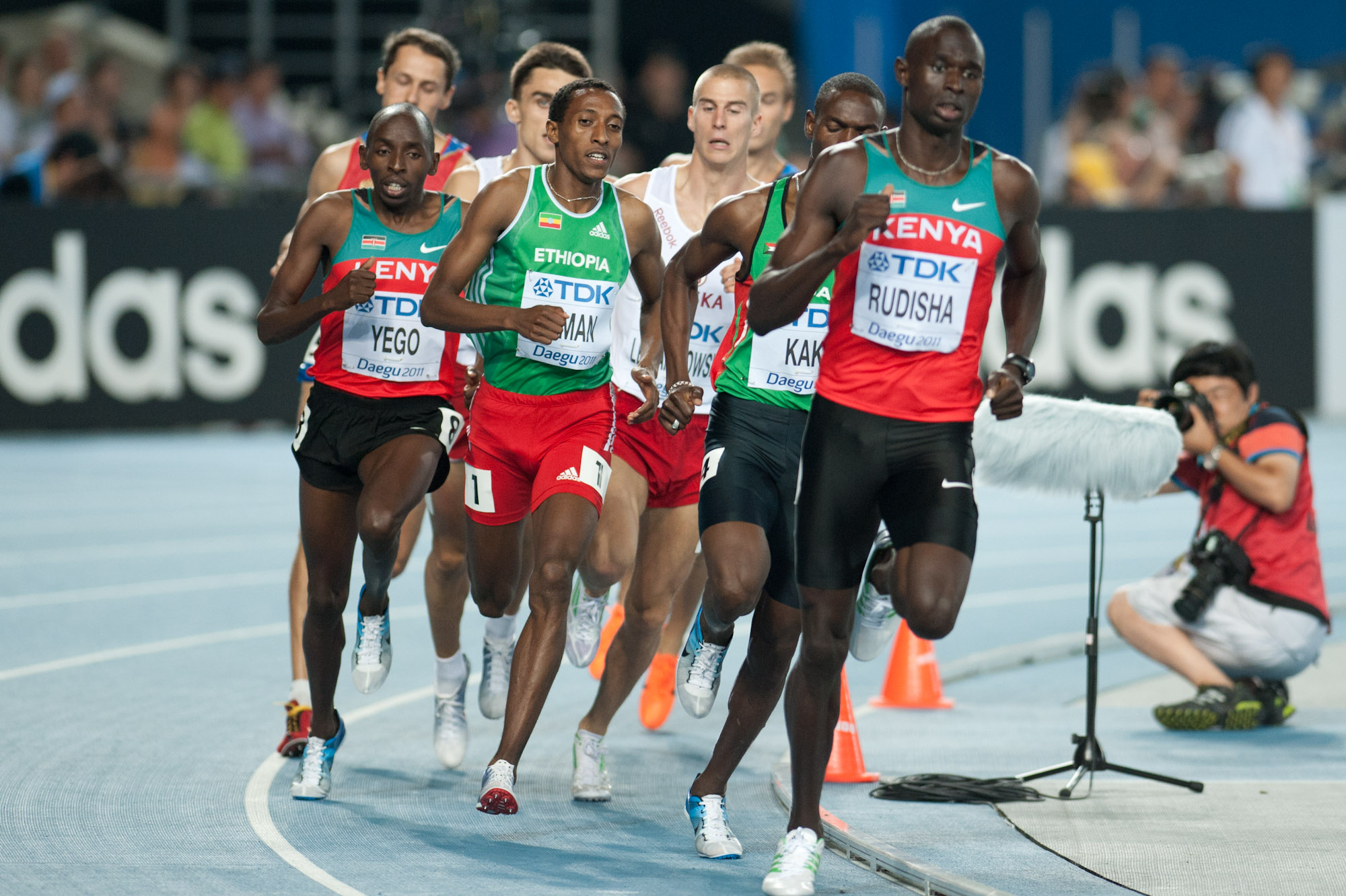

ركض المسافات المتوسطة أو الجري لمسافات متوسطة (بالإنجليزية: Middle-distance running)‏ هي مسابقة مضمار تصل إلى 3000 متر. المسافات المتوسطة القياسية هي 800 متر ، 1500 متر والمايل.